# Gran Premio Capodarco 2011
Il Gran Premio Capodarco 2011, quarantesima edizione della corsa e valida come evento dell'UCI Europe Tour 2011 categoria 1.2, si svolse il 16 agosto 2011 su un percorso di 180 km. Fu vinto dall'italiano Mattia Cattaneo che terminò la gara in 4h23'50", alla media di 40,93 km/h.
Al traguardo 80 ciclisti portarono a termine il percorso.

## Ordine d'arrivo (Top 10)
| Pos. | Corridore          | Squadra        | Tempo    |
| ---- | ------------------ | -------------- | -------- |
| 1    | Mattia Cattaneo    | Trevigiani     | 4h23'50" |
| 2    | Enrico Battaglin   | Zalf-Désirée   | a 40"    |
| 3    | Moreno Moser       | Lucchini       | s.t.     |
| 4    | Stefano Locatelli  | Team Colpack   | s.t.     |
| 5    | Salvatore Puccio   | Team Hopplà    | s.t.     |
| 6    | Julián Arredondo   | Team S.C.A.P.  | s.t.     |
| 7    | Mario Sgrinzato    | Trevigiani     | s.t.     |
| 8    | Patrick Facchini   | Trevigiani     | s.t.     |
| 9    | Matteo Di Serafino | Vega Montapp.  | s.t.     |
| 10   | Luca Santimaria    | Viris Vigevano | s.t.     |